# Фомич, Андрей Никитич
 Андрей Никитич Фомич (3 декабря 1923, Синевка, Полтавская губерния — 23 июня 1980, Раевка, Днепропетровская область) — советский гвардии старшина, командир отделения взвода разведки 454-го стрелкового полка, 100-й стрелковой дивизии, 38-й армии, 1-го Украинского фронта. Полный кавалер Ордена Славы.

## Биография
Родился 3 декабря 1923 года в селе Синевка Липоводолинского района (ныне Сумской области) в крестьянской семье.
Окончил 10 классов. С 1942 по 1943 годы после начала войны был в партизанском отряде.
С 1943 года призван в ряды РККА и направлен в действующую армию — ассистент боевого знамени и командир отделения взвода разведки 454-го стрелкового полка, 100-й стрелковой дивизии, 38-й армии, воевал на Воронежском и 1-м Украинском фронтах.
В сентябре 1943 года старший сержант А. Н. Фомич с 4 бойцами в бою в 30 километрах южнее селения Макаров истребил до взвода гитлеровцев и несколько захватил в плен. В декабре 1943 года в бою у селения Вильшка подавил три огневые точки противника. В бою за селение Соловьёвка при отражении вражеской контратаки заменил выбывшего из строя командира пулемётной роты и руководил боем до выполнения боевой задачи. За это 17 мая 1944 года Указом Президиума Верховного Совета СССР А. Н. Фомич был награждён Орденом Славы 3-й степени.
В ночь на 15 апреля 1945 года командир отделения взвода разведки старший сержант А. Н. Фомич в районе населённого пункта Нассидель, действуя в группе, внезапно атаковал противника в целях захвата пленного. В ходе боя уничтожил до 10 гитлеровцев и пулемёт. Захватив «языка», группа без потерь вернулась в расположение части. 20 мая 1945 года Указом Президиума Верховного Совета СССР А. Н. Фомич был награждён Орденом Славы 2-й степени.
5 мая 1945 года командир отделения взвода разведки старший сержант А. Н. Фомич в районе населённого пункта Миколаице в составе разведгруппы, уничтожив водителя, захватил автомашину противника, взял в плен пять гитлеровцев и доставил их в штаб. 10 июня 1945 года Указом Президиума Верховного Совета СССР А. Н. Фомич был награждён Орденом Славы 2-й степени. 22 апреля 1969 года Указом Президиума Верховного Совета СССР А. Н. Фомич был перенаграждён Орденом Славы 1-й степени.
В 1947 году А. Н. Фомич демобилизовался из рядов Советской армии. В 1957 году окончил Высшую партийную школу при ЦК КПСС. Жил в городе Кривой Рог, затем в селе Раевка. Умер 23 июня 1980 года в селе Раевка Днепропетровской области.

## Награды
- Орден Славы I степени (1969);
- Орден Славы II степени (1945);
- Орден Славы III степени (1944);
- Орден Отечественной войны II степени (1945);
- Орден Красной Звезды (1943, 1945).